# Auberive
Auberive település Franciaországban, Haute-Marne megyében. Lakosainak száma 156 fő (2022. január 1.). Auberive Germaines, Perrogney-les-Fontaines, Praslay, Rochetaillée, Rouelles, Vaillant, Villars-Santenoge, Vitry-en-Montagne, Vivey, Voisines, Aprey, Aujeurres, Bay-sur-Aube, Colmier-le-Haut és Courcelles-en-Montagne községekkel határos.

## Népesség
A település népességének változása:
| Lakosok száma | 302  | 219  | 233  | 195  | 189  | 193  | 169  | 155  | 151  | 156  |
|               | 1968 | 1982 | 1990 | 2006 | 2013 | 2015 | 2017 | 2019 | 2020 | 2022 |